# Никулино (посёлок железнодорожной станции, Ульяновская область)
Никулино — посёлок железнодорожной станции в Николаевском районе Ульяновской области. Входит в состав Никулинского сельского поселения. Ранее входил в состав Большечирклейского сельсовета.

## География
Деревня находится в юго-западной части региона, в лесостепной зоне, в пределах Приволжской возвышенности, к югу от автотрассы М5
Абсолютная высота — 195 метров над уровнем моря.
Климат
Климат характеризуется как умеренно континентальный, с тёплым летом и умеренно холодной зимой. Среднегодовая температура воздуха — 10 °С. Средняя температура воздуха самого тёплого месяца (июля) — 19,2 °C (абсолютный максимум — 41 °C); самого холодного (января) — −13,3 °C (абсолютный минимум — −48 °C). Продолжительность безморозного периода составляет в среднем 202 дня. Среднегодовое количество атмосферных осадков составляет 455—530 мм, из которых большая часть выпадает в период с апреля по сентябрь. Снежный покров образуется в конце ноября и держится в течение 128 дней.

## История
В 1874 году рядом с селом Никулино была проложена Моршанско-Сызранская железная дорога (с 1890 года — Сызранско-Вяземская железная дорога), на которой была открыта станция «Никулино». В селении жили семьи тех, кто обслуживал железнодорожную инфраструктуру.

## Население
| 2010 |
| ---- |
| 302  |

## Инфраструктура
Путевое хозяйство. Действует железнодорожная станция Никулино.

## Транспорт
Автомобильный (М5 «Урал» в 1 км к югу от посёлка) и железнодорожный транспорт.